# Helina setifer
Helina setifer este o specie de muște din genul Helina, familia Muscidae, descrisă de Huckett în anul 1965. Conform Catalogue of Life specia Helina setifer nu are subspecii cunoscute.